# Hoogeveen (plaats)
Hoogeveen (uitspraakⓘ) (Drents: 't Ogeveine of 't Oveine) is een stad en gemeente in het zuiden van de Nederlandse provincie Drenthe.

## Geschiedenis

### Vanaf de 17e eeuw
De geschiedenis van het hoogveengebied van wat later de  gemeente Hoogeveen zou zijn is beschreven vanaf 1551. In dat jaar kochten Reinold van Burmania en zijn vrouw de zogenaamde Meppense Venen, de zuidoostelijke helft van de latere gemeente. In 1625 ruilde Roelof van Echten een gebied ter grootte van 2000 morgen voor beloofde diensten en infrastructuur met de boeren van Steenbergen en Ten Arlo. Het gebied was ooit eigendom van de heer van Ruinen. In 1631 werden beide gebieden bij elkaar getrokken en begon de eigenlijke geschiedenis van de vervening. Daarvoor werd de Algemene Compagnie van 5000 Morgen opgericht. Het afgegraven veen werd via een kanaal (de 'Nieuwe Grift', later de 'Hoogeveense Vaart' genoemd) over het water naar Meppel en verder vervoerd. Dwars op dit kanaal werden op een afstand van 160 meter van elkaar kleinere kanalen gegraven, de zogenaamde wijken. Deze afstand was voor een arbeider nog doelmatig af te leggen met een kruiwagen vol turf. Zo ontstond een raster van elkaar kruisende kanalen. Door middel van nieuwe kanalen, de 'opgaanden', werden stelsels van wijken verderop in de venen eveneens aan de Hoogeveense Vaart gekoppeld. Straatnamen als 'Hollandscheveldsche Opgaande' en 'Zuideropgaande' herinneren aan die kanalen.
Hoogeveen werd in 1636 gesticht door Pieter Joostens Warmont en Johan van der Meer, Leidse investeerders van de Hollandsche Compagnie die na hevige conflicten met baron Roelof van Echten tot Echten besloten hadden dat hun arbeiders zich permanent op de venen moesten kunnen vestigen. Op het belangrijkste kruispunt, het Kruis genaamd, vestigden zich al snel winkeliers, verveners, rentmeesters en ambachtslui. In het begin had de nieuwe plaats verschillende namen: Hooch Echten, Nieuw Echten en Echten's Hoogeveen. Iedereen sprak echter ook al van Hoogeveen, en die verkorte naam bleef behouden. In 1664 werd de overdracht van de grond onder het oudste deel van het dorp een feit. Tot dan was dat juridisch deel van de marke van Steenbergen en Ten Arlo. Hoogeveen bleef nog eeuwenlang een veenkolonie. In 1811 telde de gemeente 4794 inwoners, in 1840 waren het er 7339 en in 1874 10.763 inwoners. Pas aan het einde van de 19e eeuw werd turf minder belangrijk en schakelde men over op landbouw en veeteelt en industrie. Dat kwam vooral op gang na de opening van de spoorlijn Meppel-Groningen op 1 mei 1870. Bekende fabrieken uit die tijd zijn de Coöperatieve Zuivelfabriek, later DOC Kaas, de blikfabriek Drenthina, later een onderdeel van het Thomassen & Drijver-Verblifa en daarna Ardagh Metal Packaging en de conserven- en diepvriesfabriek Lukas Aardenburg, later een onderdeel van Unilever.

### Tweede Wereldoorlog
Hoogeveen werd al snel na de Duitse bezetting in 1940 een centrum van verzet. Aangezet door dominee Frits Slomp (Frits de Zwerver) begonnen vervolgden hun weg naar Hoogeveen en omgeving te vinden. Onder aanvoering van Arnold Zandbergen (Roodhart), Jos van Aalderen (Java), Albert van Aalderen (Alva), Freek de Jonge en Albert Jan Rozeman werd er een plaatselijke afdeling voor hulp aan onderduikers opgezet om deze toestroom te kunnen verwerken. Ook de verspreiding van de illegale kranten Trouw en Vrij Nederland vond plaats vanuit Hoogeveen. Het beruchte knokploegduo Nico (Jan Naber) en Victor (Albert Rozeman) kwam uit Hoogeveen. Ze zorgden samen met onder meer Johannes Post uit Nieuwlande door diefstal voor de benodigde bonkaarten. 
Op 17 februari 1944 werd het postkantoor in Hoogeveen overvallen. Met medewerking van de later gefusilleerde loketbeambte Henk Raak werden 13.000 bonkaarten buit gemaakt. Op 29 juli 1943 werd de NSB-burgemeester van Oud Schoonebeek geliquideerd door leden van knokploeg De Krim. Dit voorval had verstrekkende gevolgen voor het Hoogeveense verzet. Daags na de liquidatie volgde er een razzia in Hoogeveen door de Grüne Polizei. Tussen de 25 en 30 arrestanten werden overgebracht naar de ten noorden van Hoogeveen gelegen vakantiekolonie 'Noorderhuis'. Drie van hen werden daar gefusilleerd. In de verzetsbuurt van Hoogeveen zijn naar hen straten vernoemd, de Adriaan Baasstraat, Jhr. de Jongestraat en de Notaris Mulderstraat.

### Recente geschiedenis
Na de Tweede Wereldoorlog werden de meeste kanalen gedempt. Hierdoor ontstonden lange, brede, rechte wegen, ideaal voor verkeer. Onder andere Philips, Fokker en Standard Electric vestigden zich in de plaats. Ook richtte Jan Kip in 1947 Kip Caravans in Hoogeveen op. De economie kreeg een enorme impuls en Hoogeveen was enige tijd de snelst groeiende gemeente groter dan 20.000 inwoners van Nederland. Om aan de enorme bevolkingsgroei te kunnen voldoen, werden er grote nieuwbouwwijken aangelegd. In de jaren tachtig was de grote groei er echter uit. In plaats van de eerder verwachte 100.000 inwoners rond 1990 stabiliseerde het aantal inwoners rond ongeveer 45.000. Door een gemeentelijke herindeling waarbij enkele dorpen aan de gemeente werden toegevoegd en de aanleg van de nieuwbouwwijk de Erflanden groeide het aantal inwoners later tot ongeveer 55.000.
Hoogeveen is een centrumplaats met veel stedelijke voorzieningen. Er is een uitgebreid winkelaanbod en veel werkgelegenheid in de industrie. Kerkelijk gezien is de stad sterk gefragmenteerd.

## Bekende bouwwerken
- In het centrum, in het bijzonder rondom het oude Kruis (kruisende kanalen), bevinden zich nog enkele van de oudste huizen van de plaats met fraaie gevels, zoals het Huis met de Duivengaten en de voormalige drogisterij met een gevelsteen uit 1703 (tegenwoordig een woning en een kledingzaak). In de gevel, waarschijnlijk de oudste gevel van Hoogeveen, zit een gevelsteen met de tekst "So Godt voor ons is Wie sal tegen ons syn". Uit onderzoek is gebleken dat het pand waarschijnlijk in de tweede helft van de zeventiende eeuw is gebouwd en zeker vanaf 1691 werd bewoond. En ook het Olde Schippershuus, een café waar schippers bij elkaar kwamen. Het Olde Schippershuus is nog het oudste bestaande pand van Hoogeveen, met een kern uit 1632/1633. Het huis is gebouwd als rentmeesterswoning en kantoor voor de Algemeene Compagnie van de 5000 Morgen, opgericht in 1631 te Zwartsluis. De eerste bekende rentmeester was Carst Peters uit Hasselt. Vanaf de 18e eeuw heeft het pand verschillende bestemmingen gehad. Na 1882 is het een café geworden. In datzelfde jaar werd het pand ingrijpend verbouwd. Het ontwerp was van architect Hoegsema.
- De Grote Kerk aan de Grote Kerkstraat (bouw begonnen in 1651 en enigszins voltooid in 1664)
- De Joodse begraafplaatsen aan van Echtenstraat (gesticht 1725) en aan de Zuiderweg (gesticht 1829)
- Raadhuis Hoogeveen
- De korenmolen De Zwaluw aan de van Echtenstraat
- De Synagoge aan de Schutstraat, het huidig kerkgebouw van unie baptistengemeente de Schutse
- De Remonstrantse Kerk aan de Grote Kerkstraat
- Vincent van Gogh-huis in Hoogeveen (in 1883 logeerde Van Gogh hier enkele weken)
- Vliegveld Hoogeveen
- Hoofdstraatkerk

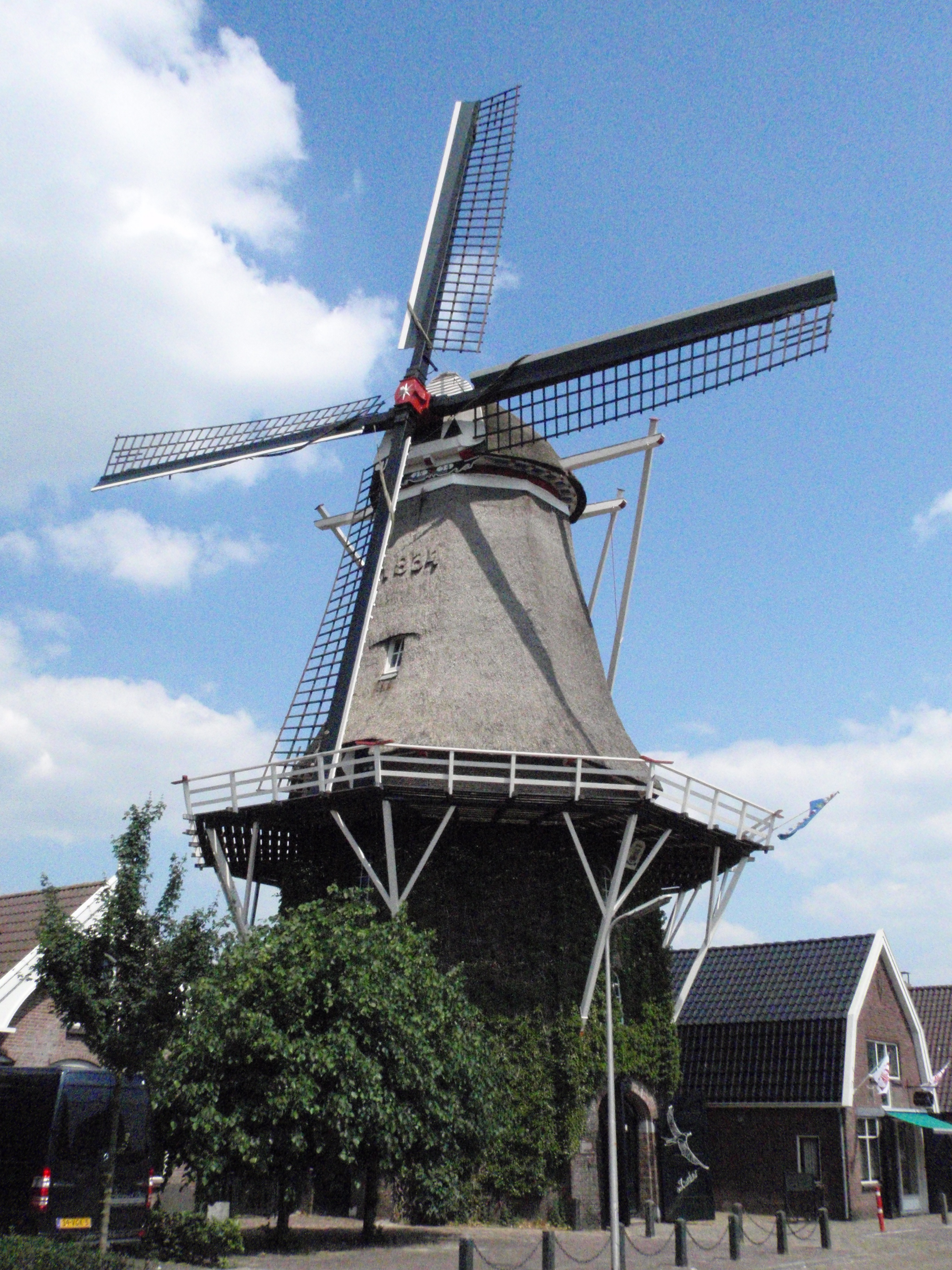
Korenmolen de Zwaluw
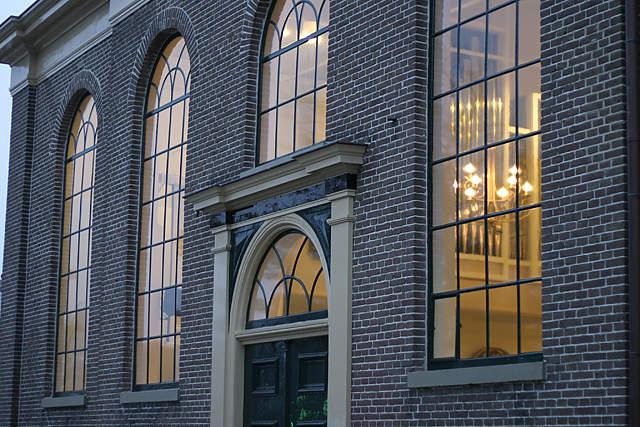
Kerkgebouw de Schutse
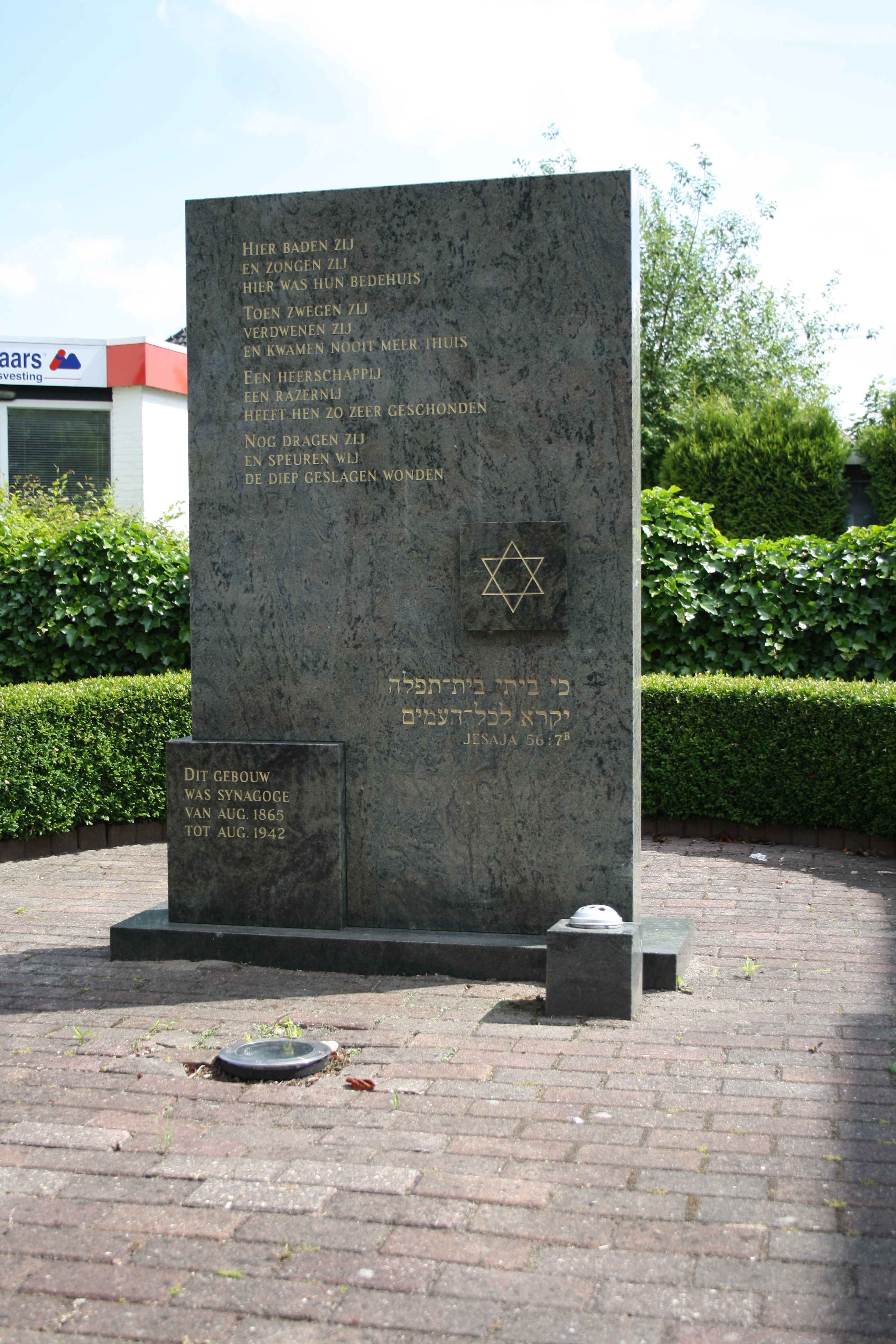
Monument ter herdenking gedeporteerde Joodse inwoners van Hoogeveen
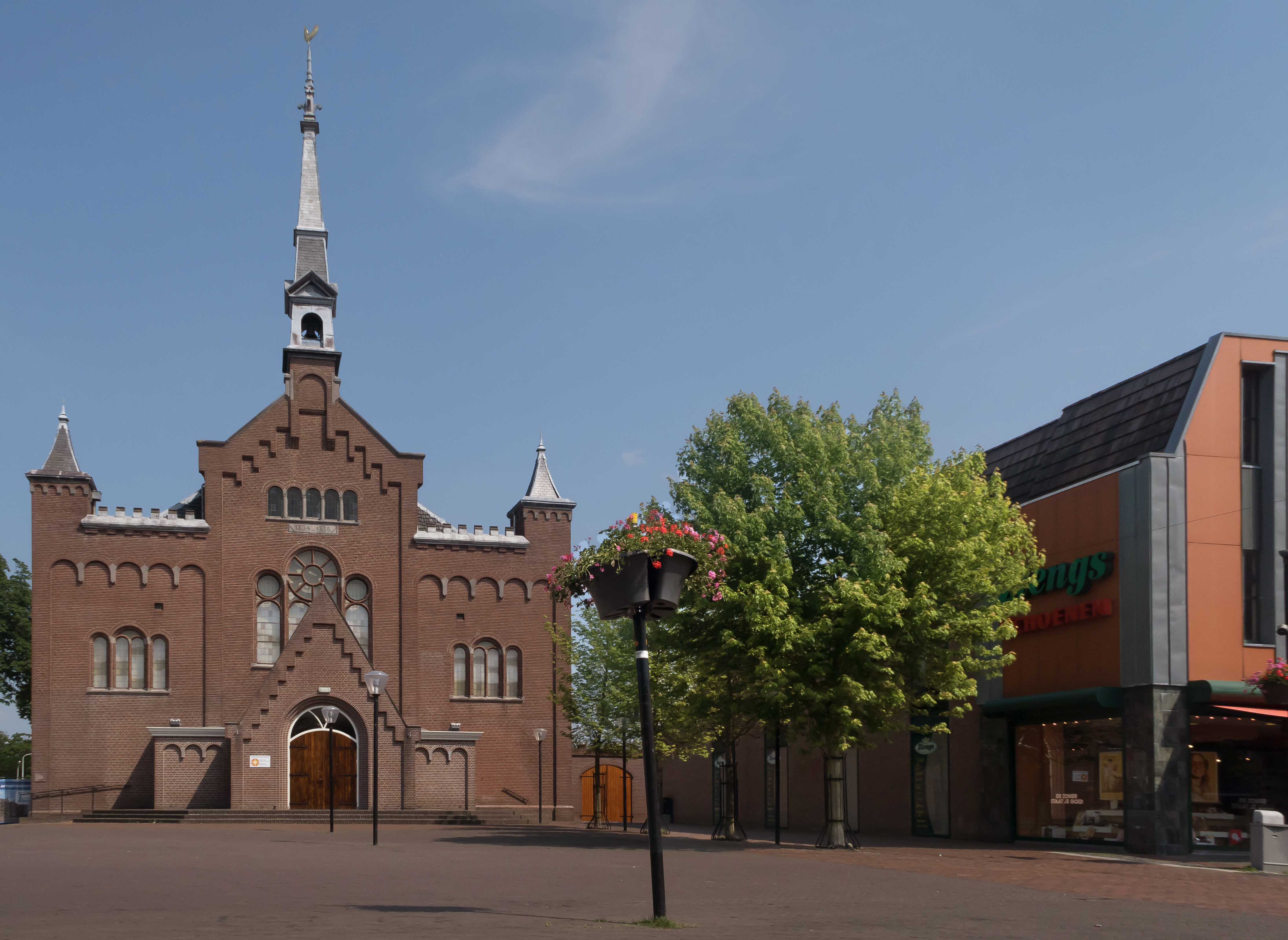
Hoofdstraatkerk
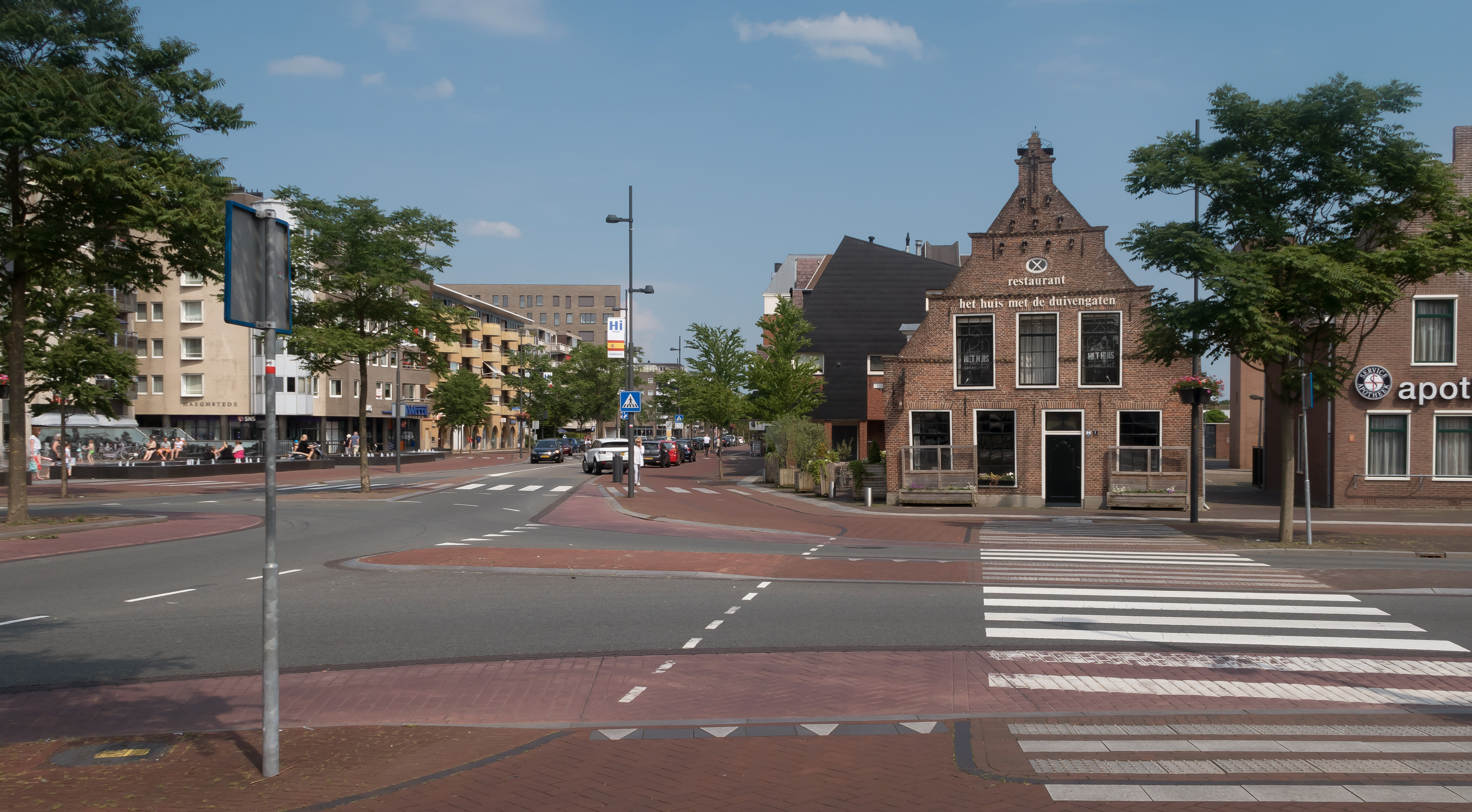
Huis met de Duivengaten

### Monumenten
In de plaats zijn er een aantal rijksmonumenten en oorlogsmonumenten, zie:
- Lijst van rijksmonumenten in Hoogeveen (plaats)
- Lijst van oorlogsmonumenten in Hoogeveen

## Cultuur

### Museum de 5000 morgen
Museum De 5000 Morgen is het cultuur-historisch museum van Hoogeveen. Het museum is vernoemd naar de eerste verveningscompagnie, de Algemeene Compagnie van 5000 Morgen. Het is sinds november 2015 gevestigd in de bibliotheek. De naam is veranderd in De Verhalenwerf.

### De Tamboer
De Tamboer is een theater- en congrescentrum in Hoogeveen.

### Kunstwerken
- Het beeld van de tamboer (trommelslager) aan de Kleine Kerkstraat
- De Cascade, het langste kunstwerk van Europa door de Hoofdstraat

### Evenementen
- Univé schaaktoernooi;
- Ronde van Drenthe;
- Univé World on Wheels-skeelercompetitie;
- Hoogeveense Cascaderun;
- Pulledagen;
- Occultfest;
- Het Hoogeveen stadsfestival;

## Economie

### Markt
In Hoogeveen is er markt in het centrum op donderdag van 8:30 tot 13:00 uur en op zaterdag van 9:00 tot 17:00 uur.

## Infrastructuur en vervoer

### Rijkswegen
Hoogeveen ligt bij het gelijknamige knooppunt Hoogeveen van de autosnelwegen A28 (naar het westen en noorden) en A37 (naar het oosten) en de autoweg N48 (naar het zuiden). Hoogeveen heeft een aantal op- en afritten op deze auto(snel)wegen. De positie van Hoogeveen ten opzichte van overige naburige en interprovinciale kernen is strategisch gezien goed. Door haar directe verbinding naar het zuiden naar Overijssel (Ommen, Dedemsvaart, Zwolle), en in noordoostelijke richting (Assen, Groningen, Emmen, Leeuwarden) is Hoogeveen een knooppunt van regionale voorzieningen.

### Openbaar vervoer

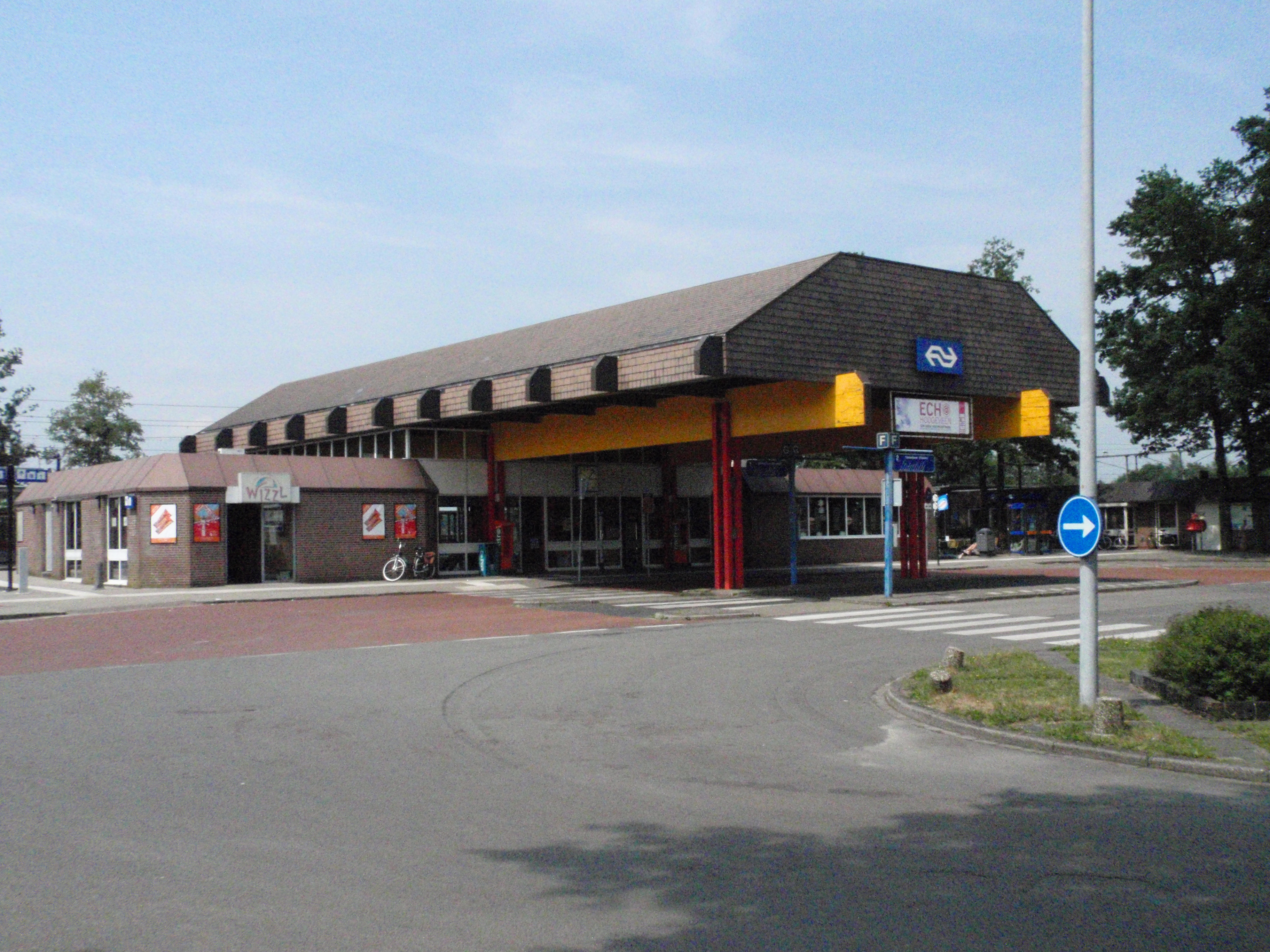
Station.

Hoogeveen ligt aan de spoorlijn Meppel - Groningen. Op 1 mei 1870 werd station Hoogeveen geopend aan de deze spoorlijn, het huidige stationsgebouw stamt uit 1984, ontworpen door architect Cees Douma. Begin vorige eeuw kwamen er verbindingen per stoomtram tot stand. Deze verbindingen waren van de maatschappijen Eerste Drentsche Stoomtramweg-Maatschappij en Dedemsvaartsche Stoomtramweg-Maatschappij. Deze laatste opende haar lijn naar Hoogeveen in 1905. Vlak na de Tweede Wereldoorlog werden het vervoer per stoomtram beëindigd en werd het personenvervoer overgenomen door bussen.
Door het industrieterrein van Hoogeveen liep ook een industriespoorlijn. Deze spoorlijn is opgebroken. De spoorlijn was aangesloten op de doorgaande spoorlijn van Zwolle naar Groningen. Vroeger werd deze lijn gebruikt voor de bevoorrading van de grotere fabrieken in Hoogeveen zoals: Kip Kampeerwagens en Philips en veevoederfabriek ACM. Men heeft eind 2005 onderzocht of het mogelijk was om de stamlijn weer in gebruik te nemen, maar dat ging niet door wegens plannen van de gemeente. De gemeente Hoogeveen heeft de ruimte van het spoor voor een deel gebruikt voor een nieuwe weg.
Anno 2025 wordt het station bediend door de NS-stoptrein Zwolle - Groningen, die tweemaal per uur (in beide richtingen) rijdt.
Het openbaar vervoer wordt verzorgd door Qbuzz, Taxi Dorenbos, Connexxion Taxi Services en EBS.

### Vliegveld
Hoogeveen heeft een klein vliegveld. Dit vliegveld wordt voornamelijk voor recreatieve doeleinden gebruikt. 
Het veld heeft 1 (gras)baan: baan 09-27 van circa 1200 m lang. Hiermee is het de langste start- en landingsbaan van gras in Nederland.

### Telecom en nutsvoorzieningen
Het laagspanningsnet en aardgasnetwerk in de gemeente Hoogeveen worden beheerd door Rendo. Het CAI netwerk is in beheer door Ziggo die ook internet- en telefoniediensten aanbiedt via dit netwerk. Verder is er in Hoogeveen-West en Centrum-Oost een glasvezelnetwerk aangelegd door de firma Reggefiber. Hoogeveen-Zuid en Krakeel zijn niet voorzien van een glasvezelnetwerk. KPN heeft in deze wijken wel glasvezel tot aan de kabelverdeler aangelegd.

## Onderwijs
Het onderwijs in Hoogeveen is verdeeld over openbaar en christelijk onderwijs.
Voortgezet onderwijs
- Roelof van Echten College (RvEC), christelijk onderwijs
- RSG Wolfsbos, openbaar onderwijs

ROC's
- Alfa-college
- Roelof van Echten College, locatie KarGO!, voor techniek

## Sport
Hoogeveen is een plaats met een breed sportaanbod. Het kent onder meer de volgende sportverenigingen:

### Clubs

##### Atletiek
- HAC'63

Basketbal
- HBV Falcons

##### Biljart
- HBC

Denksport
- Damclub Hoogeveen

##### Duiksport
- Aqua Nostra

##### Hockey
- HHC

##### Honkbal
- Caps Hoogeveen

##### Korfbal
- K.V. Thrianta

##### Schietsport
- Schietsportvereniging De Vrijheid Hoogeveen

##### Tafeltennis
- Reflex '65

Tennis/Padel
- TC de Weide

##### Voetbal
- HZVV
- VV Hoogeveen
- VV de Weide

##### Volleybal
- Olhaco

##### Wielersport
- De Peddelaars

##### Zwemmen / Waterpolo
- ZPC Hoogeveen

#### Parachutespringen/Skydiving
- Skydive Hoogeveen

### Evenementen
In Hoogeveen worden ook tal van grote sportevenementen gehouden:
- Ronde van Drenthe (voorjaar)
- Hoogeveense Cascaderun (voorjaar)
- schaaktoernooi Hoogeveen (oktober)